# Wood-plastic composite

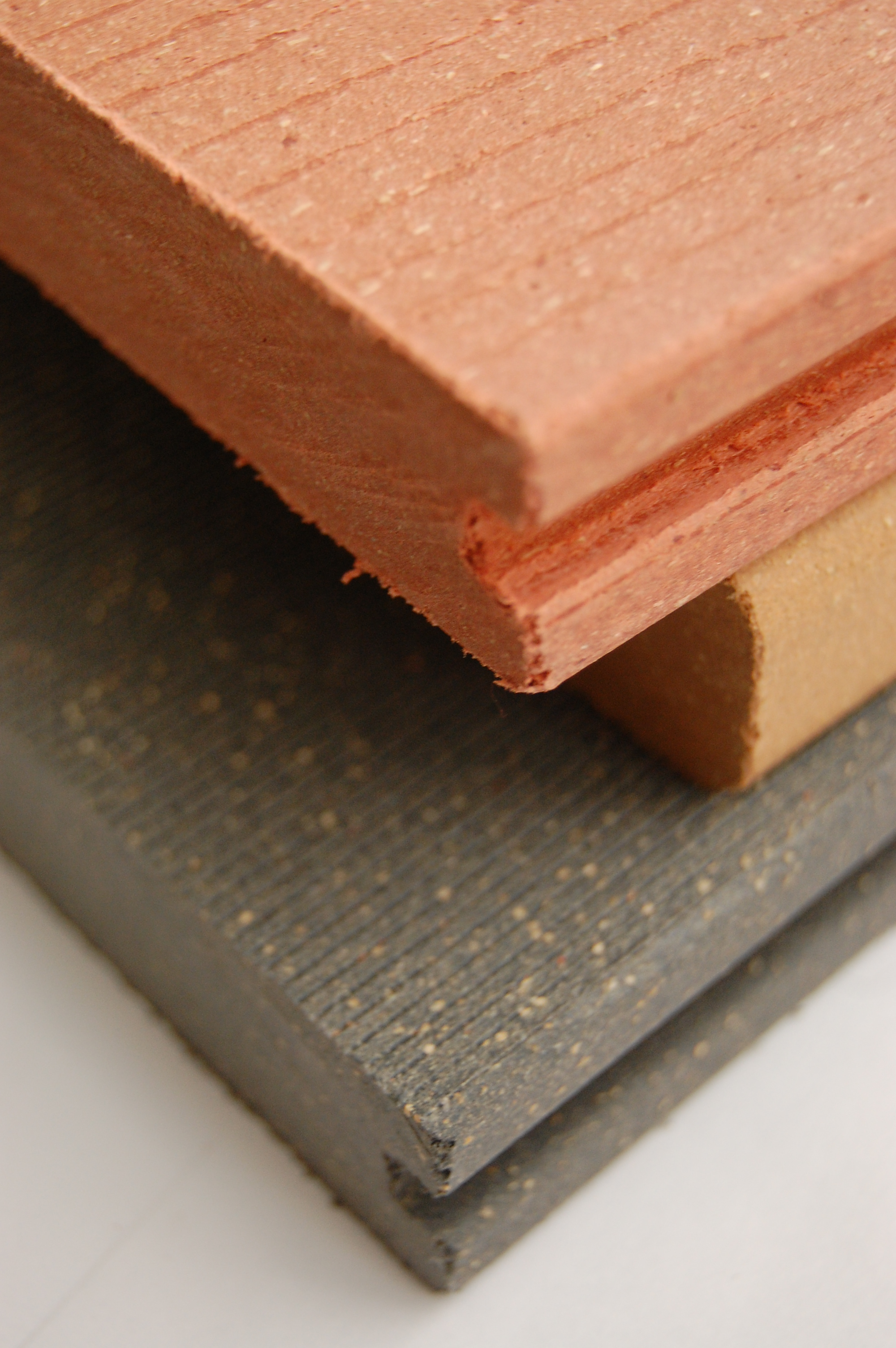
Podlahová krytina z WPC

Wood-plastic composite (zkratka WPC, také Wood(-fiber) Polymer Composites) je obecný název pro kompozitní materiály vyráběné ze dřeva a polymeru. WPC vynalezla a patentovala italská Covema z Milána v roce 1960 pod obchodním názvem Plastic-Wood®. Cílem a hlavní myšlenkou vývoje WPC bylo vytvoření dokonalého materiálu, který bude na jedné straně eliminovat veškeré nežádoucí vlastnosti dřeva (hniloba, plísně, napadení hmyzem, změna barevnosti, sesychání,
kroucení, nerovnosti, třísky, negativní vliv slunce, mrazu, vody, apod.) a na druhé straně bude podtrhávat vizuální efekt dřevěného povrchu. WPC je tedy uměle vytvořené „dřevo“.

## Vlastnosti
WPC je složené ze dvou třetin z kvalitní dřevité moučky doplněné polymerem, což poskytuje optimální poměr mezi těmito dvěma surovinami. A právě výrobní technologie
materiálu WPC je základem extrémní životnosti a odolnosti vůči prakticky všem vlivům bez potřeby jakékoliv údržby. Nejčastěji používanými polymery při výrobě WPC je polypropylen a vysokohustotní polyetylen HDPE .

### Obecná norma pro výrobu a prodej WPC a NFC
Kompozity na bázi dřeva a termoplastů (WPC) nebo kompozity s přírodními vlákny (NFC) se řídí obecnou normou ČSN EN 15534-1 z r. 2014. Tato norma nahrazuje ČSN P CEN/TS 15534-1 z r. 2007.
Pro profily a dlaždice pro terasy platí norma ČSN EN 15534-4 z r. 2014, která nahrazuje normu ČSN P CEN/TS 15534-3 (64 9330) z prosince 2007.

### Základní výhody oproti dřevu
- nekroutí se
- nepraská a netvoří se třísky
- nízká nasákavost
- odolnost proti mrazu i vysokým teplotám
- odolnost proti hnilobě, plísni a napadení hmyzem
- bez nutnosti provádět ochranné nátěry
- barevná stálost
- životnost min. 20–25 let bez změny vlastností

### Nevýhody materiálu oproti dřevu
- více se rozpaluje na slunci
- vyšší pořizovací cena
- možná vyšší hořlavost a tečení při vysokých teplotách[2][3]

## Použití
Použití WPC dřevoplastu se neustále rozšiřuje. V USA je WPC považováno takřka za standard při realizaci venkovních teras a tento trend se rozšiřuje po celém světe. S WPC se dá pracovat jako s běžným dřevem, bez nutnosti použití speciálního nářadí. Můžeme jej tedy využít prakticky všude namísto klasického přírodního dřeva.
Vzhledem ke svým vlastnostem se dřevoplast využívá především pro výrobu:
- terasové systémy (duté, plné i dlaždice)
- ploty a oplocení
- zábradlí
- obklady stěn a budov
- mobiliář (lavičky, stolky)
- bednicí desky
- podlahy do užitkových vozidel
- venkovní i vnitřní nábytek

## WPC a ekologie
Přínos ekologii materiálu WPC z hlediska životního cyklu.
- výroba – zpracovává se dřevní hmota běžných dřevin, šetří se exotické dřevo
- používání – nevyžaduje ochranné nátěry a tím se snižuje ekologická zátěž prostředí
- likvidace – plně recyklovatelný materiál v případě využití HDPE